# Sihem Badi
Sihem Badi, nacida el 12 de junio de 1967 en Degache, es una política tunecina y miembro del Congreso para la República (CPR).

## Biografía

### Formación
Completó su educación primaria en Túnez, luego continuó su educación secundaria en el colegio Aboul-Qacem Echebbi en Tozeur y obtuvo un bachillerato en ciencias en la escuela secundaria de Degache. A partir de 1987 realizó estudios superiores en la Facultad de Medicina de Túnez. Obtuvo un diploma de Estado de doctorado en medicina de la Universidad de París VII Denis Diderot en 2006 con una tesis titulada La prise en charge des troubles psychiques de l'adolescent par le psychiatrist, le psychologue et le médecin généraliste.

### Exilio en Francia, después regreso a Túnez
En 1992, fue condenada a dos años de prisión y luego decidió exiliarse en París, donde se le concedió asilo político  después de seis años. Regresó a Túnez en 2008 y volvió a obtener libertad de circulación.

### Función ministerial
Candidata  del CPR en las elecciones del 23 de octubre de 2011, fue nombrada Ministra de Asuntos de la Mujer en el gobierno de Hamadi Jebali y luego reelegida en el gobierno de Ali Laarayedh.
Tras el auge del matrimonio Nikah urfi entre los estudiantes universitarios, se declaró a favor del matrimonio consuetudinario  antes de retractarse una semana después.
Una moción de censura presentada contra Sihem Badi y sometida a votación en la sesión plenaria de la Asamblea Constituyente el 16 de abril de 2013 no obtuvo la mayoría absoluta, lo que le permitió seguir siendo ministra.
En 2017, Sihem Badi se opuso a la reforma de la Ley 52 de Túnez (sobre la despenalización del consumo de cannabis), durante el programa Face à face, emitido en France 24.

## Vida privada
Sihem Badi es soltera y madre de tres hijas.
Su hermano Azed Badi fue miembro de la Asamblea Constituyente de 2011. Según Mosaïque FM, su hermano Nizar fue arrestado el 21 de septiembre de 2012 en relación con casos de estafa y cheques.